# Carmen Rísquez Cuenca
Carmen Rísquez Cuenca (Campdevánol, Gerona (España) 2 de enero de 1964) es una arqueóloga y catedrática del Área de Prehistoria de la Universidad de Jaén y miembro del Instituto Universitario de Investigación en Arqueología Ibérica.

## Biografía
Fue licenciada en Filosofía y Letras (Geografía e Historia, Prehistoria) por la Universidad de Granada en 1987.
Doctora en Geografía e Historia por la Universidad de Granada en 1992, con la Tesis doctoral Las cerámicas de cocción reductora en el Alto Guadalquivir durante la época ibérica: Hacia una tipología contextual.
Becaria de Investigación entre los años 1988- 1992, y Becaria Postdoctoral en el Plan Propio de la Universidad de Granada 1992 – 1993 con una Beca de perfeccionamiento para Doctores durante una estancia en la Universidad de Padua, Dipartimento di Scienze dell'Antichità. Al crearse la Universidad de Jaén en 1993 se incorporó como Profesora asociada hasta 1998, año en que obtuvo la titularidad de Universidad en el área de Prehistoria del Departamento de Patrimonio Histórico. 

## Trayectoria profesional

### Actividad docente
Profesora Titular de la Universidad de Jaén desde 1998 donde ha impartido docencia en diferentes titulaciones y grados tales como Humanidades, Historia del Arte y Arqueología. Accedió a la cátedra en esta misma universidad en septiembre de 2019.  
Ha impartido docencia en numerosos programas de doctorado: "Economía, cultura y sociedad en los Iberos"; "Arqueología y Territorio: de los clanes a las aristocracias"; "Espacio, Tiempo y Poder. Lecturas desde el Patrimonio Histórico”;  “Estudios de las mujeres y de género”; “Lecturas del poder desde el Patrimonio Histórico”; Género feminismo e igualdad de oportunidades (Universidad Internacional de Andalucía).
Ha participado como docentes en másteres oficiales de diferentes universidades españolas: Master Oficial en Arqueología profesional. Herramientas de gestión integral del patrimonio arqueológico (Universidad de Alicante), Máster Erasmus Mundus GEMMA en Estudios de las Mujeres y de Género (Universidad de Granada), Máster Turismo, Arqueología y Naturaleza (Universidad de Jaén), Máster Feminismos y Ciudadanía perspectivas hacia un nuevo siglo (Universidad Internacional de Andalucía, Sede Antonio Machado de Baeza) y Máster Análisis crítico de las desigualdades de género e intervención integral en violencia de género Universidad de Jaén) 
Ha dirigido la primera tesis doctoral de Arqueología del Género de España elaborada por Antonia García Luque, “La arqueología del género en la Cultura Ibera: una lectura desde la muerte” (2008). 

### Actividad investigadora
Sus intereses en investigación se centran en la arqueología de las mujeres y las relaciones de género tratando de visualizar cuestiones fundamentales para las mujeres iberas como son las relaciones con las estructuras sociales, económicas, políticas (sistemas de prestigio, sistemas de parentesco, estrategias matrimoniales), las actividades de mantenimiento, la formación de identidades o las representaciones simbólicas, entre otras. En paralelo, parte de su actividad se centra en la difusión del patrimonio arqueológico ibero, al que ha trasladado el enfoque de género.
Ha participado en proyectos de investigación de ámbito nacional e internacional tales como Los trabajos de las mujeres y el lenguaje de los objetos: renovación de las reconstrucciones históricas y recuperación de la cultura material femenina como herramienta de transmisión de valores; EPOCH; Programa de investigación en tecnologías para la valoración y conservación del Patrimonio Cultural y Arqueología del sol y otros astros. Ha dirigido el proyecto de investigación de excelencia Recursos para la investigación de la arqueología de las mujeres y del género en España. GENDAR HUM 1904.
Codirige junto a Mª Isabel Torres López el Proyecto ILITÍA, Arqueogenética. Herramientas desde la Bioarqueología para la investigación de las relaciones de Género en la Prehistoria y la Protohistoria.

### Gestión
Desde 1996 hasta 1999 fue Directora del Secretariado de Publicaciones e Intercambio Científicos de la Universidad de Jaén. Ha sido Vicerrectora de Extensión Universitaria de la Universidad de Jaén entre 1999 y 2007. 
Coordinó entes el 2000 y el 2003 el Grupo de Investigación "Patrimonio Arqueológico de Jaén". 
Fue la primera mujer Presidenta del Consejo Económico y Social de la provincia de Jaén.
Ha coordinado el Seminario Interdisciplinar Mujer, Ciencia y Sociedad entre los años 2004 y 2013.
Recibió en el 2003 el Premios Meridiana, otorgado por el Instituto Andaluz de la Mujer, en reconocimiento a su trayectoria.

## Publicaciones
Ha publicado numerosos artículos de revistas, capítulos de libros y libros relacionados con sus líneas de investigación, de entre los que destacan: 
- Rísquez Cuenca, C. (1993):  Las cerámicas de cocción reductora en el Alto Guadalquivir durante la época Ibérica. Hacia una tipología contextual.
- Rísquez Cuenca C., Hornos mata F. (1997) “Paseando por un museo y buscando el lugar de la mujer” Arqueología espacial, nº 19-20, págs. 21-32.
- Rísquez Cuenca, C. Hornos Mata, F. (2005) “Representación en la actualidad: las mujeres en los museos”, Arqueología y género, , págs. 479-490.
- Rísquez Cuenca, C., García Luque A., (2007) “Mujeres en el origen de la aristocracia ibera: una lectura desde la muerte” Complutum, 18, págs. 263-270.
- Rísquez Cuenca, C. García Luque, A. (2007) “¿Actividades de mantenimiento en el registro funerario?” Treballs d’Arqueología, nº 13, págs. 145-170.
- Rísquez, C. García Luque, A. y Rueda galán, C. (2008):  “Los estudios de Arqueología de género desde el Centro Andaluz de Arqueología Ibérica”  en Lourdes Prados y Clara Ruiz (eds), Arqueología del género I Encuentro Internacional en la UAM. Colección Estudios 129. Universidad Autónoma de Madrid pp. 191-204.
- Rísquez, C. y García Luque, A. (2008): "Género y prácticas sociales desde la arqueología", en 1 Congreso Los estudios de las mujeres, feministas y de género.
- Rísquez Cuenca, C., Mártinez, A.L. y Ruiz, A. (2013).“Revisión y nuevas perspectivas en el estudio de las tipologías de cerámica arqueológica” , en Girón,L., Lazarich, H,M. y Lopes M.C. (Coords.) Actas del I Congreso Internacional sobre estudios cerámicos. Homenaje a la Dra. Mercedes Vegas. Universidad de Cádiz pp. 547-580.
- Rísquez Cuenca, C., Rueda Galán, C. y García Luque, A. (2013):  Un Plan Director para el santuario de La Cueva de la Lobera (Castellar, Jaén).  Textos CAAI. 4, Jaén, Universidad de Jaén.
- Rísquez Cuenca, C. (2015). “La Arqueología Ibérica y los estudios de Género en Andalucía: avances y desafíos” Menga: Revista de prehistoria de Andalucía, nº 6, págs. 61-91.
- Rísquez, C. y Rueda, C. (2015): "La dama de Cerro Alcalá. Una aristócrata de Ossigi" . En Jaén, tierra ibera. 40 años de investigación y transferencia. pp. 179 - 188. Universidad de Jaén.
- Rísquez, C. Rueda, C, Nicolini, G.m, Ruiz, A., Zafra, N., y Esteban, C. (2015): "El Santuario de la Cueva de la Lobera de Castellar".  En Jaén, tierra ibera. 40 años de investigación y transferencia. pp. 205 - 221. Universidad de Jaén.
- Esteban López, C., Rísquez Cuenca, C., y Rueda Galán, C.  (2014) “Una hierofonía solar en el santuario ibérico de Castellar (Jaén)” Archivo español de arqueología”, nº 87, págs. 91-107.